# Cult grass stars
『cult grass stars』（カルト・グラス・スターズ）はthee michelle gun elephantの1枚目のアルバム。

## 解説
1996年3月1日発売。CDとアナログの2タイプがあり、規格番号はCDがCOCA-13155、アナログがTERNG-004/005。
レディオヘッドのアルバムなどを手掛けたエンジニア、クリス・ブラウンを迎えたロンドンレコーディング作ということでも話題となったthee michelle gun elephantのデビュー盤。当時からガレージ・パンク、ブルース、パブロックからの影響が色濃く見受けられる。

## 収録曲

### CD
| 全作詞: チバユウスケ（#8, #13はインストなので除く）、全作曲・編曲: thee michelle gun elephant。 |                                                   |                                              |                            |       |
| #                                                                                               | タイトル                                          | 作詞                                         | 作曲・編曲                 | 時間  |
| 1.                                                                                              | 「トカゲ」(Lizard)                                | チバユウスケ （#8, #13はインストなので除く） | thee michelle gun elephant | 4:30  |
| 2.                                                                                              | 「strawberry garden」                             | チバユウスケ （#8, #13はインストなので除く） | thee michelle gun elephant | 5:19  |
| 3.                                                                                              | 「キング」(King)                                  | チバユウスケ （#8, #13はインストなので除く） | thee michelle gun elephant | 3:18  |
| 4.                                                                                              | 「世界の終わり (primitive version)」(World's end) | チバユウスケ （#8, #13はインストなので除く） | thee michelle gun elephant | 5:46  |
| 5.                                                                                              | 「toy」                                           | チバユウスケ （#8, #13はインストなので除く） | thee michelle gun elephant | 5:28  |
| 6.                                                                                              | 「ブラック・タンバリン」(Black tambourine)        | チバユウスケ （#8, #13はインストなので除く） | thee michelle gun elephant | 2:53  |
| 7.                                                                                              | 「I was walkin' & sleepin'」                      | チバユウスケ （#8, #13はインストなので除く） | thee michelle gun elephant | 5:16  |
| 8.                                                                                              | 「Dallas fried chicken」                          | チバユウスケ （#8, #13はインストなので除く） | thee michelle gun elephant | 0:43  |
| 9.                                                                                              | 「アンクルサムへの手紙」(Letter to Uncle Sam)     | チバユウスケ （#8, #13はインストなので除く） | thee michelle gun elephant | 8:13  |
| 10.                                                                                             | 「スーサイド・モーニング」(Suicide morning)       | チバユウスケ （#8, #13はインストなので除く） | thee michelle gun elephant | 4:42  |
| 11.                                                                                             | 「いじけるなベイベー」(Don't sulk baby)           | チバユウスケ （#8, #13はインストなので除く） | thee michelle gun elephant | 4:47  |
| 12.                                                                                             | 「眠らなきゃ」(I have to sleep)                   | チバユウスケ （#8, #13はインストなので除く） | thee michelle gun elephant | 6:37  |
| 13.                                                                                             | 「remember Amsterdam」                            | チバユウスケ （#8, #13はインストなので除く） | thee michelle gun elephant | 13:19 |
| 合計時間:                                                                                       | 合計時間:                                         | 70:51                                        |                            |       |

### アナログ盤
| 全作詞: チバユウスケ、全作曲・編曲: thee michelle gun elephant。 |                                      |              |                            |
| #                                                                | タイトル                             | 作詞         | 作曲・編曲                 |
| 1.                                                               | 「トカゲ」                           | チバユウスケ | thee michelle gun elephant |
| 2.                                                               | 「Strawberry garden」                | チバユウスケ | thee michelle gun elephant |
| 3.                                                               | 「キング」                           | チバユウスケ | thee michelle gun elephant |
| 4.                                                               | 「世界の終わり (Primitive Version)」 | チバユウスケ | thee michelle gun elephant |

| 全作詞: チバユウスケ、全編曲: thee michelle gun elephant。 |                              |              |            |
| #                                                          | タイトル                     | 作詞         | 作曲・編曲 |
| 1.                                                         | 「toy」                      | チバユウスケ |            |
| 2.                                                         | 「ブラック・タンバリン」     | チバユウスケ |            |
| 3.                                                         | 「I was walkin' & sleepin'」 | チバユウスケ |            |

| 全作詞: チバユウスケ（#3はインストなので除く）、全作曲・編曲: thee michelle gun elephant。 |                                                     |                                        |                            |
| #                                                                                          | タイトル                                            | 作詞                                   | 作曲・編曲                 |
| 1.                                                                                         | 「アンクルサムへの手紙」                            | チバユウスケ（#3はインストなので除く） | thee michelle gun elephant |
| 2.                                                                                         | 「Back to 57」                                      | チバユウスケ（#3はインストなので除く） | thee michelle gun elephant |
| 3.                                                                                         | 「Dallas fried chicken (devil impression version)」 | チバユウスケ（#3はインストなので除く） | thee michelle gun elephant |

| 全作詞: チバユウスケ（#4はインストなので除く）、全作曲・編曲: thee michelle gun elephant。 |                            |                                        |                            |
| #                                                                                          | タイトル                   | 作詞                                   | 作曲・編曲                 |
| 1.                                                                                         | 「スーサイド・モーニング」 | チバユウスケ（#4はインストなので除く） | thee michelle gun elephant |
| 2.                                                                                         | 「いじけるなベイベー」     | チバユウスケ（#4はインストなので除く） | thee michelle gun elephant |
| 3.                                                                                         | 「眠らなきゃ」             | チバユウスケ（#4はインストなので除く） | thee michelle gun elephant |
| 4.                                                                                         | 「remember Amsterdam」     | チバユウスケ（#4はインストなので除く） | thee michelle gun elephant |

## 楽曲について
1. トカゲ Lizard
このアルバムが出た当時のインタビューでチバユウスケが「元ギタリストのシガケイイチに捧げる歌」と述べていた。メジャーアルバム1曲目にはこの歌を持ってこようと以前から思っていたとも語っていた。
2003年に幕張メッセで行われた解散ツアー、『LAST HEAVEN TOUR』での1曲目として何度か演奏された。
2. strawberry garden
3. キング King
1stシングルのカップリング曲。
4. 世界の終わり (primitive version) World's end
先行シングル曲のアルバムバージョン。シングルバージョンとの違いは、イントロ・アウトロの追加などのアレンジの違いである。後のベストアルバムでは、こちらのバージョンでの収録となっている。後にコロムビア時代のPVやメンバーの映像を編集して、新たにこのバージョンのPVが製作されている。
2003年に幕張メッセで行われた解散ツアー、『LAST HEAVEN TOUR』において、多くの場合、その日のラストで演奏され、最終日のラストもこの曲であった。
5. toy
6. ブラック・タンバリン Black tambourine
PVが製作されている。インディーズ時代から存在していた楽曲であり、アルバム「MAXIMUM! MAXIMUM!! MAXIMUM!!!」収録のものとは歌詞が一部異なっている。
7. I was walkin' & sleepin'
8. Dallas fried chicken
9. アンクルサムへの手紙 Letter to Uncle Sam
10. スーサイド・モーニング Suicide morning
11. いじけるなベイベー Don't sulk baby
12. 眠らなきゃ I have to sleep
13. remember Amsterdam
実際の収録タイムは13:19。曲の終了後は無音状態が続き最後にチバの台詞が入る。